# Granada (pokrajina)
Granada je španjolska provincija smještena na jugu Španjolske, u autonomnoj zajednici Andaluziji. Prostire se na 12.531 km². Pokrajina ima 919.455 stanovnika (1. siječnja 2014.). Sjedište pokrajine je Granada. Službeni jezik je španjolski. 

## Vanjske poveznice
- Službene stranice  Arhivirana inačica izvorne stranice od 27. listopada 2009. (Wayback Machine)